# 顾彪
顾彪（?—?），字仲文，隋朝儒学者，余杭（今浙江省杭州市）人。
顾彪通晓《尚书》、《春秋》。隋炀帝时任命他为为秘书学士，顾彪撰写《古文尚书疏》二十卷。隋末唐初的儒者苏州吴县人朱子奢，跟随顾彪学习《左氏春秋》。